# Колла Макдоннелл
Колла Макдоннелл (Макдональд) (ум. 1558) — шотландский феодал, капитан Рута и Гленса в Антриме (Северная Ирландия).

## Биография
Представитель шотландского клана Макдональдов из Даннивега. Сын Александра Макдональда (ок. 1480—1538), 5-го вождя клана Макдональд из Даннивега (1499—1538), и Кэтрин Макдональд, дочери лорда Арднамурхана.
После смерти своего Александра Макдоннелла в 1539 году его старший сын Джеймс Макдоннелл (ум. 1565), унаследовавший титул лорда Даннивега и Гленса в Антриме, решил вернуться в Шотландию в сопровождении своей жены Агнессы Кэмпбелл. В его отсутствие Колла Макдоннел был назначен капитаном районов Рут и Гленс в графстве Антрим.
Колла Макдоннелл был женат на Эвелин Макквиллан, представительнице клана Макквиллан, что способствовало предварительному миру между кланами Макдоннелл и Макквиллан.
Томас Рэдклиф, 3-й граф Сассекс и лорд-лейтенант Ирландии, безуспешно пытался изгнать клан Макдоннеллов из Ирландии обратно в Шотландию. Колла Макдоннел построил в 1547 году двухэтажный замок Кинбан с большим двором.
В 1551 году замок Кинбан был осажден английским войском под командованием заместителя лорда-наместника Ирландии, сэра Джеймса Крофта, предпринявшего экспедицию против клана Макдоннелл. В 1555 году во время новой осады англичанами замок Кинбан был разрушен пушечным огнём и перестроен уже после смерти Коллы Макдоннелла.
Колла Макдоннел скончался в 1558 году в своём замке Кинбин. Вождь клана Джеймса Макдональд (1538—1565), старший брат Коллы, предложил чин капитана Рута другим братьям Алистеру и Ангусу Макдоннеллам, но они отказались. Сорли Бой Макдонелл принял предложение старшего брата и был назначен капитаном района Рут.
В браке с Эвелин Макквиллан у Коллы Макдоннелла было два сына:
- Гилласпик Макдоннелл (умер в 1571)
- Рэндал Макдоннелл